# Letsie III.
Letsie III. (17. srpnja 1963.), je kralj države Lesoto. Rođen je kao David Bereng Mohato Seeiso.
Ima diplomu iz umjetnosti i prava. Studirao je na britanskim sveučilištima.
Kralj je bio od 1990. do 1995. dok mu je otac bio u izbjeglištvu. Nakon očeve smrti, stupio je na tron.
Oženio se 2000. Ima dvije kćeri. Nema mnogo stvarne vlasti, njegove su dužnosti ceremonijalne.